# Stefano Di Carlo
Stefano Dante Cozza Di Carlo (Buenos Aires, 13 de mayo de 1989), conocido comúnmente como Stefano Di Carlo, es un dirigente deportivo argentino. Actualmente se desempeña como secretario general del Club Atlético River Plate, y ha sido designado como candidato oficialista para las elecciones presidenciales del club previstas para fines de 2025. Anteriormente fue vicepresidente de la institución entre 2018 y 2021.

## Biografía
Di Carlo pertenece a una familia vinculada históricamente a la dirigencia de River Plate. Es nieto de Osvaldo Di Carlo, presidente del club en 1989 y vicepresidente durante la obtención de la Copa Intercontinental en 1986. Su bisabuelo, Ángel Di Carlo, fue dirigente durante la construcción del Estadio Monumental y su primera ampliación.

## Actividad en River Plate
Comenzó su participación en la política interna del club en 2013, integrando el equipo dirigencial de Rodolfo D'Onofrio. Durante esa gestión, ocupó funciones relacionadas con las áreas de comunicación y educación.
En 2018 asumió como vicepresidente de River Plate. Durante su mandato, impulsó el desarrollo de la plataforma digital River ID, orientada a la gestión de servicios para socios. Posteriormente, bajo la presidencia de Jorge Brito, participó en proyectos vinculados a la remodelación del Estadio Monumental y en la adquisición de un predio destinado a las divisiones juveniles del club.
En junio de 2024, su precandidatura a la presidencia del club fue oficializada por la actual conducción institucional.

## Actividad empresarial
Fuera del ámbito deportivo, Di Carlo es presidente y cofundador del Grupo IDIX, un conjunto de empresas vinculadas a los sectores tecnológico y comunicacional. Entre sus líneas de negocio se encuentran firmas como Think Solutions, ATTI, Fan Factory y Ronda 360, relacionadas con desarrollos en digitalización y gestión de eventos.